# Васильев, Фёдор Романович
Фёдор Романович Васильев (1904, д. Бутрово, Могилёвская губерния — 1970) — советский партийный и государственный деятель, первый секретарь Амурского (1948—1952) и Орловского обкомов КПСС (1954—1955).

## Биография
В 1936 г. окончил Смоленский институт марксизма-ленинизма, в 1953 г. — курсы переподготовки при ЦК ВКП(б)-КПСС.
В 1926—1934 гг. — секретарь волостного комитета, пропагандист уездного комитета ВКП(б) (Смоленская губерния), преподаватель рабочего факультета, редактор районной газеты.
- 1936—1937 гг. — второй, в 1937—1938 — первый секретарь Смоленского районного комитета ВКП(б) (Западная область),
- 1938 г. — начальник Смоленского областного управления сельского хозяйства,
- 1941—1945 гг. — заместитель председателя исполнительного комитета Смоленского областного Совета,
- 1942—1943 гг. — на политической работе в партизанских отрядах Смоленской области,
- 1945—1948 гг. — ответственный организатор ЦК ВКП(б), инструктор ЦК ВКП(б),
- 1948—1952 гг. — первый секретарь Амурского областного комитета ВКП(б),
- 1953—1954 гг. — в аппарате ЦК КПСС,
- 1954—1955 гг. — первый секретарь Орловского областного комитета КПСС.

Депутат Совета Союза Верховного Совета СССР 1-го (от Смоленской области, 1941—1946), 3-го (от Амурской области, 1950—1954) и 4-го (от Орловской области, 1954—1958) созывов.
Похоронен на Введенском кладбище (29 уч.).